# Kanon (Kunst)
Ein Kanon ist eine Methode in der Bildenden Kunst, nach der die Maße der Proportionen des menschlichen Körpers als Grundlage einer Maßeinheit zueinander in ein Verhältnis gesetzt werden. Als Begründer dieser Methode gilt der griechische Bildhauer Polyklet, der auch eine heute verlorene Schrift unter dem Titel Kanon verfasste. Seine Statue des Doryphoros, die nur in Kopien erhalten ist, folgt diesem Kanon exemplarisch.
Eines der einflussreichsten Beispiele für einen Kanon in der europäischen Kunst ist die Proportionslehre des Vitruv aus dem 1. Jahrhundert vor Christus, die als Säulenordnung der Repräsentationsarchitektur von der Renaissance bis ins 19. Jahrhundert kanonisch („bindend“) war, und auf die sich etwa auch Der Vitruvianische Mensch des Leonardo da Vinci bezieht und das Modulor-Prinzip des Le Corbusier.
Stark kanonisiert ist etwa auch die traditionelle Chinesische Malerei oder Buddhistische Malerei.